# Джованни да Крема
Джованни да Крема (Giovanni Da Crema, также известный как Giovanni; Johannes Cremensis; Johannes de Crema и Giovanni Cremense) — католический церковный деятель XII века, дядя кардинала Гвидо да Крема. Возведён в ранг кардинала-священника Сан-Кризогоно на консистории 1117 года. Реконструировал свою титулярную церковь. Участвовал в выборах папы Геласия II (1118), Калликста II (1119), Гонория II (1124) и Иннокентия II (1130). В 1125 году был папским легатом в Англии.